# Comté de Miller (Géorgie)
Pour les articles homonymes, voir Comté de Miller.
Le comté de Miller est un comté de Géorgie, aux États-Unis.

## Démographie
| 1860  | 1870  | 1880  | 1890  | 1900  | 1910  |
| ----- | ----- | ----- | ----- | ----- | ----- |
| 1 791 | 3 091 | 3 720 | 4 275 | 6 319 | 7 986 |

| 1920  | 1930  | 1940  | 1950  | 1960  | 1970  |
| ----- | ----- | ----- | ----- | ----- | ----- |
| 9 565 | 9 076 | 9 998 | 9 023 | 6 908 | 6 397 |

| 1980  | 1990  | 2000  | 2010  | - | - |
| ----- | ----- | ----- | ----- | - | - |
| 7 038 | 6 280 | 6 383 | 6 125 | - | - |